# Galeria Bałucka
Galeria Bałucka – galeria sztuki położona przy Starym Rynku w Łodzi. Stanowi jedną z trzech galerii Miejskiej Galerii Sztuki. Powstała w 1975 roku i prezentuje dzieła młodego pokolenia artystów z dziedziny malarstwa, instalacji, sztuki video, fotografii, grafiki i rysunku.